# Heinrich Landahl
Heinrich Landahl (* 25. Januar 1895 in Altona; † 22. Oktober 1971 in Hamburg) war ein deutscher Politiker (DDP, SPD) und langjähriger Hamburger Schulsenator.

## Leben
Landahl – ein Lehrersohn – nahm als Kriegsfreiwilliger am Ersten Weltkrieg teil. Durch eine Kriegsverwundung wurde seine rechte Hand bleibend beschädigt. 1919 wurde er Lehrer und trat der linksliberalen Deutschen Demokratischen Partei (DDP) bei.
Von 1920 bis 1923 war er Vorsitzender des Reichsbunds der Deutschen Demokratischen Jugendvereine, aus dem durch Namensänderung später der Reichsbund der Deutschen Jungdemokraten hervorging. Im Interesse der Bundeseinheit trat er als Vorsitzender zurück und wurde durch Werner Fischl ersetzt, der sich „bisher weder auf Seiten der jugendbewegten noch auf Seiten des politischen Flügels engagiert hatte.“
Von 1926 bis 1933 war Landahl Rektor der reformpädagogisch orientierten Lichtwarkschule in Hamburg.
Am 3. Oktober 1924 gründete Landahl zusammen mit den DDP-Mitgliedern Hans Robinsohn und Ernst Strassmann und den SPD-Mitgliedern Gustav Dahrendorf, Egon Bandmann, Theodor Haubach und Alfred Vagts den Klub vom 3. Oktober. Sein Ziel war einerseits der gemeinsame Kampf gegen die Feinde der Weimarer Republik. Er sollte aber andererseits auch für eine gegenseitige Unterstützung bei politischen Initiativen sorgen.
Von 1924 bis 1933 gehörte Landahl der Hamburger Bürgerschaft an, 1930 war er einer ihrer Vizepräsidenten. 1933 war er für kurze Zeit Mitglied des Reichstages, in dem er zusammen mit den anderen Abgeordneten seiner inzwischen in Deutsche Staatspartei (DStP) umbenannten Partei – darunter der spätere Bundespräsident Theodor Heuss – am 23. März 1933 für Hitlers Ermächtigungsgesetz stimmte.
Landahl war ein überzeugter Demokrat und wurde als Schulleiter noch im Sommer 1933 abgesetzt und zu Ostern 1934 aus politischen Gründen mit einer geringen Pension in den Ruhestand versetzt. Zunächst arbeitete er als Privatlehrer. Nach der Gründung des Verlages H. Goverts durch die beiden Verleger Henry Goverts und Eugen Claassen war Landahl seit 1935 einer der Mitarbeiter. Rückblickend bezeichnete er diese Jahre als eine Zeit der inneren Emigration.

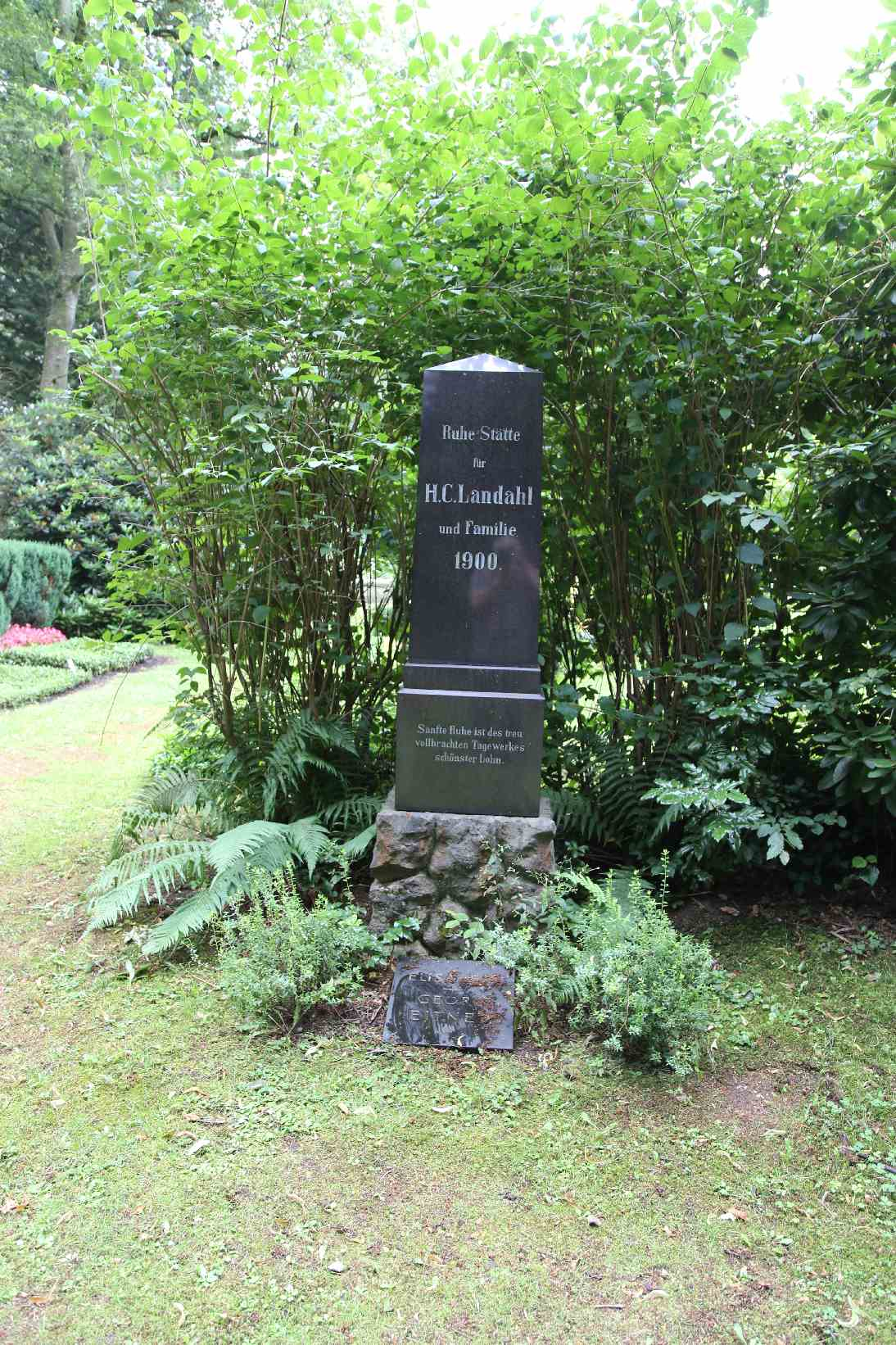
Ruhestätte der Familie Heinrich Landahl auf dem Friedhof Ohlsdorf

Von 1945 bis 1953 und von 1957 bis 1961 war Landahl, inzwischen in die SPD eingetreten, als erster Hamburger Nachkriegs-Schulsenator verantwortlich für den Wiederaufbau des Hamburger Schulwesens und der Universität. In den ersten Jahren gehörte er neben Adolf Grimme zu den Initiatoren, die ein Abitur für deutsche, in englischen Lagern einsitzende Kriegsgefangene im Studienlager Norton Camp ermöglichten. Die von ihm geführte Verwaltung war hierbei federführend für die Anerkennung des in England abgelegten Abiturs, was insofern erfolgreich war, als das ‚Norton-Abitur‘ schließlich in allen drei Westzonen anerkannt wurde. Landahl hat entscheidend an der Errichtung und am Aufbau der Abendoberschule in Hamburg mitgewirkt.
Von Oktober 1950 bis November 1951 sowie noch einmal von März bis Dezember 1961 war er Präsident der Kultusministerkonferenz. Von 1946 bis 1966 war er außerdem auch wieder Mitglied der Bürgerschaft.
Landahl wurde 1962 Ehrensenator der Universität Hamburg. 1965 wurde ihm die Bürgermeister-Stolten-Medaille verliehen und im selben Jahre erhielt er die Ehrendoktorwürde der Theologischen Fakultät der Universität Hamburg.
Heinrich Landahl starb am 22. Oktober 1971 in seiner Heimatstadt Hamburg und wurde auf dem Friedhof Ohlsdorf beigesetzt. 1975 wurde der Landahlweg im Stadtteil Hummelsbüttel nach ihm benannt.